# Akodon lindberghi
Akodon lindberghi és una espècie de mamífer rosegador de la família dels cricètids. És endèmic del Brasil. El seu hàbitat natural són els herbassars humits. Es desconeix si hi ha cap amenaça significativa per a la supervivència d'aquesta espècie.
L'espècie fou anomenada en honor del granger estatunidenc Scott Lindbergh, fill del cèlebre aviador Charles Lindbergh.